# (578) Happelia
(578) Happelia est un astéroïde de la ceinture principale découvert par Max Wolf le 1er novembre 1905.
Il a été ainsi baptisé en hommage à Carl Happel, peintre allemand, bienfaiteur de l'observatoire astronomique du Königstuhl situé près de Heidelberg.